# 몬스터즈 (영화)
《몬스터즈》(영어: Monsters)는 2010년 공개된 영국의 SF 공포 영화이다.

## 출연
- 스쿠트 맥네리
- 휘트니 에이블

## 기타 제작진
- 라인 제작: 짐 스펜서
- 미술: 개러스 에드워즈